# Sulfuro de germanio(II)
El sulfuro de germanio(II) o monosulfuro de germanio es un compuesto químico inorgánico con la fórmula GeS.
Es un vidrio calcogenuro y un semiconductor. El sulfuro de germanio se describe como un polvo marrón rojizo o cristales negros. El sulfuro de germanio(II) cuando está seco es estable en el aire, se hidroliza lentamente en el aire húmedo pero reacciona rápidamente en el agua formando Ge(OH)2 y luego GeO. Es uno de los pocos sulfuros que se pueden sublimar al vacío sin descomponerse.

## Estructura
Tiene una estructura de capas similar a la del fósforo negro. Las distancias Ge-S oscilan entre las 247 y las 300 pm. [3] El GeS molecular en la fase gaseosa tiene una longitud de enlace Ge-S de 201.21 pm.

## Preparación
Fue preparado por primera vez por Winkler al reducir disulfuro de germanio (GeS2) con germanio. Otros métodos incluyen la reducción en una corriente de gas de hidrógeno (H2), o con un exceso de ácido hipofosforoso (H3PO2) seguido de sublimación al vacío.